# Gustav Baron

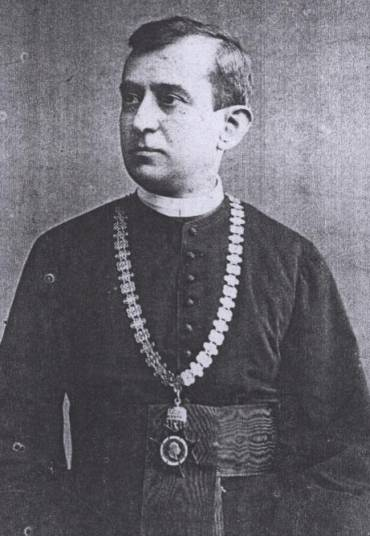
Gustav Baron als Universitätsrektor

Gustav Baron (* 16. Oktober 1847 in Kutina, Kaisertum Österreich; † 18. März 1914 in Zagreb, Österreich-Ungarn) war ein kroatischer römisch-katholischer Theologe.
Er studierte Theologie in Wien und Zagreb und empfing im Jahr 1873 die Priesterweihe. 1877 wurde er Professor für Neues Testament und 1881 Dekan der theologischen Fakultät, von 1885 bis 1886 Rektor der Universität Zagreb. Ab 1897 war er Regens des Zagreber Priesterseminars und Domherr an der Kathedrale von Zagreb, 1912 wurde er Generalvikar des Erzbischofs von Zagreb.
Baron war Mitglied des Verbandes kroatischer Schriftsteller und engagierte sich für die Verbindung des kroatischen Nationalbewusstseins mit dem katholischen Glauben. Er wirkte auch für die Erneuerung des Kirchengesangs in kroatischer Sprache.